# 포항마을버스
포항마을버스는 경상북도 포항시의 마을버스 운송 업체이자 코리아와이드 포항의 자회사로 여기서 운영하던 일부 지선버스 노선을 담당하고 있다.
2024년 11월부터 코리아와이드 포항마을버스에서 현재의 사명으로 변경됐다. 
현대 카운티 뉴 브리즈 전기버스 원메이크로 41대를 운용하고 있다. 이 방식을 성주군청에서 벤치마킹하여 2021년부터 성주군청이 직영하는 성주읍 순환버스에 대구권 최초의 경상북도 플러그인식 전기버스인 현대 카운티 뉴 브리즈 전기버스가 도입되는 계기가 되었다.

## 운행 노선

### 지선버스
| 노선 번호    | 운행구간            | 운행구간 | 운행구간           | 경유지 | 배차 간격 (분)                   | 비고                                           |
| ------------ | ------------------- | -------- | ------------------ | --- | -------------------------------- | ---------------------------------------------- |
| 양덕지선     | 양덕                | ←        | 한동대학교         | 청소년수련관, 환호여중, 라메르웨딩컨벤션, 환호공원, 경북교육청문화원, 포항교회, 장성고등학교, 장량휴먼시아, 삼구4차, 장량6단지, 남광하우스토리, 포항e편한세상, 천마저수지 | 35~40                            |                                                |
| 양덕지선     | 양덕                | →        | 한동대학교         | 청소년수련관, 환호여중, 라메르웨딩컨벤션, 환호공원, 경북교육청문화원, 포항교회, 장성고등학교, 장량휴먼시아, 삼구4차, 장량6단지, 남광하우스토리, 포항e편한세상, 천마저수지 | 35~40                            |                                                |
| 양덕3 (여남) | 양덕                | ↔        | 여남 (죽도시장)    | 청소년수련관, 여남동회차지, (죽천솔밭, 용덕, 동부초등학교, 죽도시장) | 25~90                            | 1, 4, 7회차 죽도시장 경유                      |
| 양덕3 (용덕) | 죽도시장 (양덕)     | →        | 용덕,칠포(양덕)    | 포항세관, 환호공원, 여남동회차지, 죽천2리, 용덕, 칠포해수욕장, 여남동회차지                                                                                               | 105~155                          | 3, 5회차 죽도시장에서 출발                     |
| 용흥1        | 도심환승센터        | ↔        | 시외버스터미널     | 나루끝, 쌍용아파트, 용흥종합시장, 죽도파출소, 오광장, 득량동 | 30~40                            |                                                |
| 창포1        | 도심환승센터        | ↔        | 창포2차아이파크    | 나루끝, 신동아베르디, 두호주공, 창포메트로시티, 장성초등학교, 현진에버빌                                                                                                  | 40~60                            |                                                |
| 청하1        | 송라면 행정복지센터 | ↔        | 지경3리마을회관    | 화진1리, 화진3리 , 지경2리, 지경3리마을회관, 대전리, 화진3리, 방석리 | 중산1리 일2회, 그외 지역 일3~5회 | 방석,화진 해안가 왕복 경유                     |
| 청하2        | 송라                | ↔        | 중산2리            | 필하.용두, 월포, 조사리 | 20~115 (일10회)                  |                                                |
| 청하3        | 청하환승센터        | ↔        | 청하면복지회관     | 상송, 울전, 하대 | 30~70                            |                                                |
| 청하4        | 흥해환승센터        | ↔        | 청하환승센터       | 곡강,용천, 칠포, 월포역 | ~80                              |                                                |
| 청하4        | 흥해환승센터        | ↔        | 흥해환승센터       | 청하사거리, 월포역, 소소정 | ~80                              |                                                |
| 청하4        | 흥해환승센터        | ↔        | 흥해환승센터       | 곡강,용천, 칠포, 월포역 | ~80                              | 금장 경유                                      |
| 기계1        | 기계환승센터        | →        | 안강시외버스터미널 | 달성사거리, 노당리, 양월리, 안강사거리 | 35~90 (1일 16회)                 |                                                |
| 기계2        | 기계환승센터        | ↔        | 기계환승센터       | 죽장, 도마, 봉계, 월평 | 일 5회                           | 감곡경유(기계 방면), 지동, 감곡 경유(죽장방면) |
| 기계2        | 기계환승센터        | →        | 죽장               | 일광, 감곡, 구지, 지가 | 일 5회                           |                                                |
| 기계3        | 기계환승센터        | →        | 기계환승센터       | 내단2리, 내단3리 | 일 3회                           |                                                |
| 기계3        | 기계환승센터        | →        | 봉계2리            | 남계 | 일 4회                           |                                                |
| 기계5        | 기계환승센터        | ↔        | 성계               | 문성, 학야, 화계 | 일 4회                           |                                                |
| 기계5        | 기계환승센터        | →        | 기북               | | 일 4회                           |                                                |
| 기계6        | 기계환승센터        | →        | 율산               | 대곡(수곡), 기북 | 일 4회                           |                                                |
| 기계9        | 기계환승센터        | →        | 고지리             | 봉계1리, 고지2리 | 일 5회                           |                                                |
| 기계10       | 기계환승센터        | →        | 구지               | 탑정, 기북, 오덕, 관천 | 일 4회                           | 4회차 대곡(수곡) 경유                          |

## 현재 보유차량

#### 현대자동차
- 현대 카운티 뉴 브리즈 전기버스